# Margareta Winberg
Gun Margareta Winberg z domu Gustafsson (ur. 13 sierpnia 1947 w Sjuntorp w gminie Trollhättan) – szwedzka polityk i nauczycielka, działaczka Szwedzkiej Socjaldemokratycznej Partii Robotniczej, posłanka do Riksdagu, minister w różnych resortach.

## Życiorys
Kształciła się w kolegium nauczycielskim w Karlstad, po czym pracowała m.in. jako nauczycielka. Zaangażowała się w działalność polityczną w ramach Szwedzkiej Socjaldemokratycznej Partii Robotniczej. W 1981 po raz pierwszy zasiadła w szwedzkim parlamencie. Mandat deputowanej wykonywała do 2003, uzyskując reelekcję w wyborach w 1982, 1985, 1988, 1991, 1994, 1998 i 2002. W latach 1990–1995 przewodniczyła S-Kvinnor, frakcji kobiet swojego ugrupowania.
W latach 1994–1996 była ministrem rolnictwa w rządzie Ingvara Carlssona. Następnie do 2003 nieprzerwanie wchodziła w skład gabinetu Görana Perssona. Sprawowała w nim urzędu ministra ds. zatrudnienia (1996–1998), ministra rolnictwa i równouprawnienia (1998–2002) oraz wicepremiera (2002–2003).
W latach 2004–2007 zajmowała stanowisko ambasadora Szwecji w Brazylii. W 2008 powołana na prezesa Svenska Spel, przedsiębiorstwa państwowego zajmującego się kontrolą branży hazardowej. W 2011 została przewodniczącą szwedzkiej sekcji ONZ Kobiety.
W 2008 zawarła związek małżeński ze swoim długoletnim partnerem życiowym, politykiem Jörnem Svenssonem, który zmarł w 2021.